# René David (juriste)
Pour les articles homonymes, voir René David et David.
René David, né le 12 janvier 1906 à Paris et mort le 26 mai 1990 au Tholonet dans les Bouches-du-Rhône, est un juriste et universitaire français, et l'un des représentants clés dans le domaine du droit comparé dans la seconde moitié du XXe siècle. Ses travaux ont été publiés en huit langues.

## Biographie
Entre 1929 et 1939, David est professeur à l'université de Grenoble. Après avoir servi dans l'armée française pendant la Seconde Guerre mondiale, il enseigne le droit comparé à l'université de Paris (1945-1968) puis à l'université d'Aix-en-Provence (1968-1976).
Pendant toute sa carrière, il travaille dans un environnement international. En 1930, il participe à Rome à l'Institut international pour l'unification du droit privé (Unidroit). Il a enseigné à travers le monde : universités de Cambridge (1933-1935), Columbia (New York), Louis-et-Maximilien de Munich (Munich), Téhéran.
Dans les années soixante, il dirige la délégation française à la Commission des Nations Unies pour le droit commercial international (CNUDCI). De 1962 à 1978, il est membre du conseil d'administration d'Unidroit. Il collabore  à la rédaction du Code civil d'Éthiopie en 1960, puis à celui du Rwanda. En 1973, il est à la tête de la publication de l'Encyclopédie internationale de droit comparé. En 1983, il contribue à fonder, comme Membre du Conseil présidé par Dr Ibrahim Shihata (en), l'Institut International de Droit du Développement .

## Distinctions
David a reçu des doctorats honoris causa des universités d'Édimbourg, Bruxelles, Ottawa, Bâle, Leicester et Helsinki.
Le 17 septembre 1976, il reçoit le prix Érasme à Leyde.